# 1946年
1946年（1946 ねん）は、西暦（グレゴリオ暦）による、火曜日から始まる平年。昭和21年。この項目では、国際的に注目されたものを列挙する。

## 他の紀年法
- 干支：丙戌（ひのえ いぬ）
- 日本（月日は一致）
  - 昭和21年
  - 皇紀2606年
- 中国（月日は一致）
  - 中華民国：中華民国35年
- 朝鮮（月日は一致）
  - 主体35年
- 仏滅紀元：2488年 - 2489年
- イスラム暦：1365年1月27日 - 1366年2月7日
- ユダヤ暦：5706年4月28日 - 5707年4月8日
- 修正ユリウス日(MJD)：31821 - 32185
- リリウス日(LD)：132662 - 133026

※檀紀は、大韓民国で1948年に法的根拠を与えられたが、1962年からは公式な場では使用されていない。
※主体暦は、朝鮮民主主義人民共和国で1997年に制定された。

## カレンダー
| 1月 |    |    |    |    |    |    |
| 日  | 月 | 火 | 水 | 木 | 金 | 土 |
|     |    | 1  | 2  | 3  | 4  | 5  |
| 6   | 7  | 8  | 9  | 10 | 11 | 12 |
| 13  | 14 | 15 | 16 | 17 | 18 | 19 |
| 20  | 21 | 22 | 23 | 24 | 25 | 26 |
| 27  | 28 | 29 | 30 | 31 |    |    |
|     |    |    |    |    |    |    |

| 2月 |    |    |    |    |    |    |
| 日  | 月 | 火 | 水 | 木 | 金 | 土 |
|     |    |    |    |    | 1  | 2  |
| 3   | 4  | 5  | 6  | 7  | 8  | 9  |
| 10  | 11 | 12 | 13 | 14 | 15 | 16 |
| 17  | 18 | 19 | 20 | 21 | 22 | 23 |
| 24  | 25 | 26 | 27 | 28 |    |    |
|     |    |    |    |    |    |    |

| 3月 |    |    |    |    |    |    |
| 日  | 月 | 火 | 水 | 木 | 金 | 土 |
|     |    |    |    |    | 1  | 2  |
| 3   | 4  | 5  | 6  | 7  | 8  | 9  |
| 10  | 11 | 12 | 13 | 14 | 15 | 16 |
| 17  | 18 | 19 | 20 | 21 | 22 | 23 |
| 24  | 25 | 26 | 27 | 28 | 29 | 30 |
| 31  |    |    |    |    |    |    |
|     |    |    |    |    |    |    |

| 4月 |    |    |    |    |    |    |
| 日  | 月 | 火 | 水 | 木 | 金 | 土 |
|     | 1  | 2  | 3  | 4  | 5  | 6  |
| 7   | 8  | 9  | 10 | 11 | 12 | 13 |
| 14  | 15 | 16 | 17 | 18 | 19 | 20 |
| 21  | 22 | 23 | 24 | 25 | 26 | 27 |
| 28  | 29 | 30 |    |    |    |    |
|     |    |    |    |    |    |    |

| 5月 |    |    |    |    |    |    |
| 日  | 月 | 火 | 水 | 木 | 金 | 土 |
|     |    |    | 1  | 2  | 3  | 4  |
| 5   | 6  | 7  | 8  | 9  | 10 | 11 |
| 12  | 13 | 14 | 15 | 16 | 17 | 18 |
| 19  | 20 | 21 | 22 | 23 | 24 | 25 |
| 26  | 27 | 28 | 29 | 30 | 31 |    |
|     |    |    |    |    |    |    |

| 6月 |    |    |    |    |    |    |
| 日  | 月 | 火 | 水 | 木 | 金 | 土 |
|     |    |    |    |    |    | 1  |
| 2   | 3  | 4  | 5  | 6  | 7  | 8  |
| 9   | 10 | 11 | 12 | 13 | 14 | 15 |
| 16  | 17 | 18 | 19 | 20 | 21 | 22 |
| 23  | 24 | 25 | 26 | 27 | 28 | 29 |
| 30  |    |    |    |    |    |    |
|     |    |    |    |    |    |    |

| 7月 |    |    |    |    |    |    |
| 日  | 月 | 火 | 水 | 木 | 金 | 土 |
|     | 1  | 2  | 3  | 4  | 5  | 6  |
| 7   | 8  | 9  | 10 | 11 | 12 | 13 |
| 14  | 15 | 16 | 17 | 18 | 19 | 20 |
| 21  | 22 | 23 | 24 | 25 | 26 | 27 |
| 28  | 29 | 30 | 31 |    |    |    |
|     |    |    |    |    |    |    |

| 8月 |    |    |    |    |    |    |
| 日  | 月 | 火 | 水 | 木 | 金 | 土 |
|     |    |    |    | 1  | 2  | 3  |
| 4   | 5  | 6  | 7  | 8  | 9  | 10 |
| 11  | 12 | 13 | 14 | 15 | 16 | 17 |
| 18  | 19 | 20 | 21 | 22 | 23 | 24 |
| 25  | 26 | 27 | 28 | 29 | 30 | 31 |
|     |    |    |    |    |    |    |

| 9月 |    |    |    |    |    |    |
| 日  | 月 | 火 | 水 | 木 | 金 | 土 |
| 1   | 2  | 3  | 4  | 5  | 6  | 7  |
| 8   | 9  | 10 | 11 | 12 | 13 | 14 |
| 15  | 16 | 17 | 18 | 19 | 20 | 21 |
| 22  | 23 | 24 | 25 | 26 | 27 | 28 |
| 29  | 30 |    |    |    |    |    |
|     |    |    |    |    |    |    |

| 10月 |    |    |    |    |    |    |
| 日   | 月 | 火 | 水 | 木 | 金 | 土 |
|      |    | 1  | 2  | 3  | 4  | 5  |
| 6    | 7  | 8  | 9  | 10 | 11 | 12 |
| 13   | 14 | 15 | 16 | 17 | 18 | 19 |
| 20   | 21 | 22 | 23 | 24 | 25 | 26 |
| 27   | 28 | 29 | 30 | 31 |    |    |
|      |    |    |    |    |    |    |

| 11月 |    |    |    |    |    |    |
| 日   | 月 | 火 | 水 | 木 | 金 | 土 |
|      |    |    |    |    | 1  | 2  |
| 3    | 4  | 5  | 6  | 7  | 8  | 9  |
| 10   | 11 | 12 | 13 | 14 | 15 | 16 |
| 17   | 18 | 19 | 20 | 21 | 22 | 23 |
| 24   | 25 | 26 | 27 | 28 | 29 | 30 |
|      |    |    |    |    |    |    |

| 12月 |    |    |    |    |    |    |
| 日   | 月 | 火 | 水 | 木 | 金 | 土 |
| 1    | 2  | 3  | 4  | 5  | 6  | 7  |
| 8    | 9  | 10 | 11 | 12 | 13 | 14 |
| 15   | 16 | 17 | 18 | 19 | 20 | 21 |
| 22   | 23 | 24 | 25 | 26 | 27 | 28 |
| 29   | 30 | 31 |    |    |    |    |
|      |    |    |    |    |    |    |

## できごと

### 1月
- 1月1日
  - 詔書（いわゆる昭和天皇の人間宣言）[1] : 濁点・句読点が付された初めての詔書
  - 中華民国重慶で政治協商会議
  - 米ソがソウル会談
  - フランス銀行が国有化[2]
- 1月3日 - 富坂警察署襲撃事件
- 1月4日
  - GHQ: 超国家主義団体の解体を指令 (SCAPIN-548 Abolition of certain political parties, associations, societies, and other organizations)
  - GHQ: 公職追放を指令 (SCAPIN-550, Removal and exclusion of undesirable personnel form public office)
  - 手塚治虫「マアチャンの日記帳」連載開始（少国民新聞）
- 1月5日 - 公職追放: 内閣・官僚が崩壊状態となり、また前年12月に解散した衆議院の選挙が法定期限の2月に実施不可能となる
- 1月9日 - 生田警察署襲撃事件（第2回）30-40人の朝鮮人が、検挙された賭博団の奪還を目的に署内に侵入、進駐軍の協力を得て鎮圧
- 1月10日 - 国際連合総会第1回開催（ - 12月14日）
- 1月12日
  - GHQ: 衆議院総選挙の時期を3月15日以降とするよう指示 (SCAPIN-584, Election)
  - 野坂参三が延安より博多に帰国
- 1月12日 - 国際連合安全保障理事会第1回開催
- 1月13日 - たばこ「ピース」発売
- 1月15日 - GHQ: 青函連絡船の1等・2等船室を接収
- 1月18日 - 南朝子孫と自称する熊沢天皇が名乗出て話題となる
- 1月19日
  - マッカーサー元帥が極東国際軍事裁判所の設置を命令
  - NHK「のど自慢素人音楽会」（後のNHKのど自慢）放送開始
- 1月21日
  - 自由党が憲法改正案要綱を発表[3]
  - GHQ: 公娼廃止を指令 (SCAPIN-642, Abolition of licensed prostitution in Japan)
- 1月23日 - 神社本庁設立
- 1月24日 - 七条警察署襲撃事件、ヤミ米捜査を巡って警察に押しかけ、さらに京都駅前で朝鮮人約700人が的屋・博徒と大乱闘
- 1月28日 - GHQ: 映画検閲を指令 (SCAPIN-658, Motion picture censorship)
- 1月30日 - 日本ジャーナリスト連盟設立(聴濤克巳・鈴木東民・阿部眞之助ら)
- 1月31日 - 英軍が日本進駐開始
- 不明 - 秋葉原電気街が露店として開業。

### 2月
- 2月1日
  - 第1次農地改革実施
  - 軍人恩給停止(1953年復活)
- 2月2日 - 英連邦軍が日本進駐開始
- 2月3日
  - マッカーサー元帥が憲法3原則をGHQ民政局に指示
  - 通化事件が起き中国在留日本人が多数殺害される。
- 2月4日 - 進歩党が憲法改正要綱を決定[3]
- 2月5日 - 帝国大学総長会議にて南原繁東京帝大総長が「女性にも門戸を開く」と言明
- 2月8日 - 政府が憲法改正要綱（松本試案）をGHQに正式提出
- 2月11日
  - 秘密にされていたヤルタ協定全文が発表
  - 「みなと新聞」「山口新聞」の前身、「西部水産速報」発刊
- 2月13日 - GHQ: 憲法改正松本試案を拒否しGHQ 案を手交
- 2月14日 - 進歩党が憲法改正案要綱を発表
- 2月17日 - 政府が「預金封鎖」を告知
- 2月19日
  - 天皇が神奈川県下を行幸
  - 部落解放全国委員会結成
- 2月20日 - ソ連が千島列島・樺太の領有を布告
  - 2月22日 - 在モスクワ米国大使館の参事官ジョージ・F・ケナン、本国に宛てて「長文電報」を送信[4]
- 2月23日
  - 山下奉文元陸軍大将の絞首刑が執行
  - 社会党が憲法改正案要綱を発表[3]
- 2月24日 - GHQ: 東京宝塚劇場を接収しアーニー・パイル劇場とする
- 2月26日 - 極東委員会第1回会議がワシントンで開催
- 2月27日 - 内閣統計局(麻布)火災: 国勢調査カードなどが焼失
- 2月28日 - 公職追放令公布

### 3月
- 3月1日
  - 労働組合法施行 (公布1945年12月22日)
  - 医学雑誌「医学のあゆみ」創刊。初代編集長は緒方富雄。（日本医学雑誌株式会社〜医学書院〜医歯薬出版）
  - 国鉄運賃値上げ (旅客1.5倍、貨物3倍)
- 3月5日 - 英チャーチル前首相が鉄のカーテン演説を行う[5]
- 3月6日
  - 政府が憲法改正草案要綱を発表（主権在民・天皇象徴・戦争放棄）
  - 日刊スポーツ創刊[6] （日本初のスポーツ紙）
- 3月9日 - バーンデン・パークの惨事。イギリス・ボルトンのサッカー場で試合中に群衆事故が発生し33人が死亡。
- 3月10日 - 高崎市民オーケストラ (後の群馬交響楽団) 創立
- 3月11日 - 文藝春秋社が解散届を提出
- 3月13日 - 文藝春秋社従業員代表池島信平が続刊の意思表明
- 3月15日
  - 国鉄労働組合結成
  - 片岡仁左衛門一家殺害事件。
- 3月16日 - 婦人民主クラブ結成
- 3月18日 - 警視庁講習所で初の婦人警官入所式
- 3月19日 - 劇団俳優座第1回公演 (「検察官」、東京劇場)
- 3月22日 - 米陸軍アイケルバーガー第8軍司令官が米将兵に日本女性への公然な愛情表現を禁止する旨指令
- 3月26日 - 国民の国語運動連盟(代表安藤正次)が公文書を口語体にする旨首相に建議
- 3月27日 - GHQ: 特殊慰安施設閉鎖
- 3月31日 - 立命館土曜講座開始（現在も続く）
- 東京都で発疹チフスと天然痘が流行。同年6月まで続いた[7]。

### 4月
- 4月1日
  - マッカーサー元帥が極東委員会に対し「総選挙の結果次第では再解散も考慮」と回答
  - 学習研究社設立
- 4月2日 - マッカーサー元帥が米将兵に日本女性との醜行自粛を訓示
- 4月5日 - 連合国対日理事会第1回会合開催 (東京)
- 4月7日
  - ひめゆりの塔建立
  - 日比谷公園で倒閣大会開催、大会後デモ隊が首相官邸になだれ込む[8]。
- 4月8日 - 国民学校で最後の入学式
- 4月9日 - GHQ: 総選挙の投票・開票は米軍が監視する旨発表
- 4月10日 - 第22回衆議院議員総選挙: 婦人議員39名当選
- 4月11日 - GHQ: 禁止されていたペニシリンの製造を森永製菓・万有製薬に限定して許可
- 4月17日 - 政府がひらがなで口語体の憲法改正草案成文を発表
- 4月18日 - 国際連盟が解散を決議
- 4月19日 - GHQが東京湾底より旧日本軍の金塊を引き揚げ[9]。密告により発覚し、数十億ドル分の金塊が発見された。
- 4月20日 - 持株会社整理委員会令公布施行
- 4月22日
  - 幣原内閣総辞職
  - 『夕刊フクニチ』で長谷川町子の漫画『サザエさん』が連載開始される。
- 4月24日 - 沖縄民政府発足
- 4月27日 - 日本で初の婦人警官62名が勤務開始
- 4月28日 - 日本映画演劇労働組合結成
- 4月30日
  - 鳩山一郎自由党総裁が自由党の単独組閣を表明
  - 経済同友会創立

### 5月
- 5月1日
  - メーデー復活（第17回、11年ぶり）
  - 広島・長崎に白血病患者が出始める
  - 読売報知が題号を『読売新聞』に復元。
- 5月3日 - 極東国際軍事裁判所開廷
- 5月4日 - GHQ: 鳩山一郎自由党総裁が公職追放該当と通告: 首相後任選出が振り出しにもどる
- 5月4日 - 日光中宮祠事件が発生する。当初一家無理心中と警察は判断したが事件から9年後強盗放火殺人事件と判明する。犯人の2人は1960年に死刑が確定したが当時としては異例の長期間にわたって死刑執行が行われず、2人の死刑執行は判決確定後14年、事件発生から28年後の1974年6月6日に行われた。
- 5月7日 - 東京通信工業（現在のソニー）が設立される。
- 5月9日 - 長野県市田村一家7人殺害事件: 長野県下伊那郡市田村大島山（現：高森町大島山）で一家7人が薪割り斧で殴り殺される事件が発生する。同事件は未解決のまま、事件発生から15年後の1961年5月9日に公訴時効が成立した[10]。
- 5月10日 - アメリカのアイゼンハワー陸軍参謀総長が来日する。
- 5月11日 - アイゼンハワー元帥が「日本の再建はドイツより容易」と宣言する。
- 5月13日 - 長崎警察署襲撃事件が発生。
- 5月14日 - 吉田茂が自由党総裁を受託
- 5月16日
  - 吉田茂に組閣命令
  - 第90臨時帝国議会召集(開会6月20日)
- 5月19日
  - 東京で食糧メーデー、プラカード事件発生（6月22日不敬罪で起訴、11月2日名誉毀損で有罪）
  - 東京六大学野球復活
- 5月20日 - 前日の事件を受けてマッカーサー元帥が「組織的指導下の大衆的暴力と物理的脅迫手段は許さない」と声明
- 5月21日 - GHQ: 皇族特権廃止の覚書を交付
- 5月22日 - 第1次吉田内閣成立
- 5月23日 - 映画「はたちの青春」(主演幾野道子)封切: 最初の接吻映画(GHQの指示)として話題になる
- 5月29日 - 連合国対日理事会でディーン・アチソン代表が「メーデーにおける少数分子の煽動は排撃する」と言明
- 5月31日 - 天皇がマッカーサー元帥を訪問
- ヨルダン・ハシミテ王国成立
- 中華民国政府が南京に遷都

### 6月
- 6月1日 - 日本人将兵によってベトミン軍のクァンガイ士官学校が設立
- 6月2日 - イタリアで国民投票により王政廃止を決定
- 6月3日
  - 枢密院本会議開催
  - 東宝がニューフェイスとして新人俳優を募集。三船敏郎、久我美子らが合格
- 6月4日 - 日本海軍伊400ハワイ近海にて撃沈処分
- 6月5日 - 日本ローマ字会・カナモジカイがローマ字・カタカナの普及と漢字全廃推進を表明
- 6月6日
  - 天皇が千葉県下を行幸
  - 中華民国の依頼により外務省が「支那の呼称を避けることに関する件」を各官公庁に通達、雑誌社・新聞社に連絡(公表13日)
  - ニューヨークでNBAの前身のBasketball Association of America (BAA) が設立
- 6月7日
  - GHQ: 東京にある洋式家屋を接収する旨通告
  - 武田薬品工業の子会社・日本製薬株式会社を会社設立
  - 東京帝国大学協同組合を設立（戦後最初の大学生協）
- 6月8日 - 枢密院で内閣憲法改正草案を無修正可決
- 6月9日
  - GHQ: 警察制度改革に関するバレンタイン報告書を発表: 警察の地方分権と民衆化など11項目
  - 七条警察署巡査殺害事件
- 6月10日 - イタリア共和国成立 (王政廃止)
- 6月12日 - 聯合国占領軍の占領目的に有害な行為に対する処罰等に関する勅令公布
- 6月13日 - 讀賣新聞が編集局長鈴木東民らに退社命令(第2次読売争議)
- 6月15日 - 復員庁官制公布施行(第一復員省と第二復員省を統合)
- 6月18日 - 一時帰国中のジョセフ・キーナン主席検事が天皇を訴追しないとワシントンで表明
- 6月19日 - 麻薬取締規則公布
- 6月20日
  - 第90臨時帝国議会開会(閉会10月11日): 開院式勅語が初めて口語体となる
  - 『歴史学研究』復刊（122号）
- 6月23日 - NHK「今週の議会から(後の国会討論会)」放送開始
- 6月29日
  - GHQ: 地理授業再開を許可 (SCAPIN-1046 Reopening of school courses in geography)
  - 共産党が日本人民共和國憲法（草案）を発表[3]
- フランスがコーチシナ臨時政府を樹立

### 7月
- 7月1日 - 米ビキニ環礁で原爆実験（クロスロード作戦）
- 7月2日 - 極東委員会が新日本国憲法の基本原則を採択
- 7月4日 - 第三次フィリピン共和国がアメリカ合衆国より独立
- 7月4日 - ポーランドのキェルツェでホロコースト生還者に対し、ポグロムが起こる。（キェルツェ・ポグロム（wikidata））
- 7月5日 - 文部省が公民館設置を市町村に通達
- 7月9日 - 厚生省が日本脳炎を法定伝染病に指定
- 7月12日 - 中華民国で国民政府軍が解放区への攻撃を開始 (第3次国共内戦開始)
- 7月14日 - 文部省が食糧事情を理由に本年度の健康優良児表彰を中止と発表
- 7月15日 - 警察官のサーベル廃止し警棒を携帯
- 7月22日 - キング・デイヴィッド・ホテル爆破事件発生
- 7月23日 - 日本新聞協会設立
- 7月23日 - 東条村強盗事件
- 7月26日 - 日本プロ野球の大阪タイガース対パシフィック戦が試合時間55分で最短記録。
- 7月27日 - 全日本港湾労働組合結成
- 7月31日 - 米軍渉外局が連合軍専用海水浴場への日本人立入禁止を発表

### 8月
- 8月1日
  - 日本労働組合総同盟結成
  - 闇市の全国一斉取り締まり始まる。
- 8月3日 - 都市対抗野球大会復活 (後楽園球場)
- 8月5日 - 富山駅前派出所襲撃事件
- 8月9日 - 持株会社整理委員会設置、財閥解体の本格的開始。
- 8月11日 - 大阪拘置所で集団脱走 (115人)
- 8月12日
  - 経済安定本部設置
  - 物価庁設置
- 8月15日 - 全国中等学校野球大会再開 (西宮球場)
- 8月16日 - 経済団体連合会(経団連)創立
- 8月19日 - 全日本産業別労働組合会議(産別会議)結成
- 8月20日 - 小平事件: 連続婦女暴行殺人犯小平義雄逮捕
- 8月23日 - 金比羅丸事件
- 8月24日 - 衆議院が憲法改正案を修正可決
- 8月29日 - 一勝地村農家6人殺害事件
- インドネシア共和国独立宣言

### 9月
- 9月1日 - 医師国家試験制度が実施される。
- 9月5日 - 今日出海（文部省芸術課長）の提唱により、第1回芸術祭が開催される。
- 9月6日 - 米国のジェームズ・バーンズ国務長官、シュトゥットガルト州立歌劇場で「ドイツ政策の見直し (Restatement of Policy on Germany)」と題して演説。懲罰的ドイツ占領政策を転換し、ドイツ復興を推進すべきだと主張[11]
  - 9月19日 - チャーチル、チューリッヒ大学で演説。「われわれは、ある種の欧州合衆国を樹立しなければならない」と主張[12][13][14]
- 9月9日 - 生活保護法が公布される（施行：同年10月1日）。
- 9月10日 - 教育刷新委員会が設置される。
- 9月11日 - 食糧科学研究所が京都帝国大学内に設立される。
- 9月13日 - アーモン・ゲートが処刑される。
- 9月16日
  - 経済団体連合会（経団連）が設立される。
- 9月22日 - 坂町事件、ヤミ米の取締を行っていた警官に朝鮮人が集団暴行
- 9月24日
  - GHQ: 財閥解体の具体方針を発表: 三大財閥の所有証券を持株会社整理委員会へ移管
  - 南朝鮮でアメリカ占領政策反対ゼネラル・ストライキ
- 9月26日
  - GHQ: ソ連領の日本人送還を発表
  - 労働関係調整法公布
- 9月29日 - 新潟日報社襲撃事件
- ベトナム民主共和国が対仏独立宣言
- 日本赤十字が旧満州に残された日本人引揚者ら収容所の人々の帰国移送を開始

### 10月
- 10月1日
  - 大邱10月事件で南朝鮮人230万人がアメリカ軍政に抗議して蜂起する。
  - ニュルンベルク国際軍事裁判: 最終判決
- 10月6日 - 貴族院が特別委員会の憲法改正修正案を可決
- 10月7日 - 衆議院が貴族院から回付の憲法改正案再修正案に同意(日本国憲法成立)
- 10月11日 - 上野駅前に、外地引揚者の集まりによる商店街「アメヤ横丁」（アメ横）誕生。
- 10月12日 - GHQ: 日本史学科再開はSCAP認可の教科書使用を条件とする旨指令 (SCAPIN-1266, Reopening of school courses in Japanese history)
- 10月13日 - 帝室博物館再開
- 10月14日 - 新憲法の公布日を11月3日と決定
- 10月15日 - GHQ: 皇太子明仁親王の家庭教師としてヴァイニング夫人来日
- 10月20日
  - 文部省が国民学校用国史教科書『くにのあゆみ』を発表（一部墨消）
  - 大阪で全日本毎日マラソン選手権（後のびわ湖毎日マラソン）開催
- 10月25日 - GHQ: 石油関係法令廃止と配給会社解散を指令 (SCAPIN-1294, Distribution of petroleum products)
- 10月29日 - 枢密院で憲法改正案を可決
- 10月30日 - 戦時補償特別措置法施行

### 11月
- 11月2日 - プラカード事件に名誉毀損判決
- 11月3日 ‐ 日本国憲法が公布
- 11月5日 - 文部省が当用漢字を発表
- 11月12日
  - 特飲街と赤線区域を指定
  - 財産税法公布
  - 閣議で現代かなづかいを決定
- 11月16日 - 内閣が当用漢字・現代かなづかいを告示
- 11月20日 - 日本商工会議所設立
- 11月22日 - 埼玉県北足立郡蕨町（現蕨市）で「青年祭」が開催、今日の成人式の発祥
- 11月23日 - 青森県五所川原で大火（841戸焼失）
- 11月24日 - 青森県庁全焼
- 11月25日 - 第91帝国議会召集
- 11月26日 - GHQ: 十大財閥家族全資産の持株会社整理委員会への移管を命令
- 11月30日 - GHQ: 政府接収の在日連合国人資産の返還を命令

### 12月
- 12月2日 - 米英両国、ドイツ国内の英米占領区域の統合協定を締結。1947年1月1日、統合占領区域（いわゆる「バイゾーン」）成立[15][16]
- 12月3日 - NHK「話の泉」放送開始
- 12月5日 - 樺太引揚第1船雲仙丸が函館に入港
- 12月7日 - シベリア引揚第1船が舞鶴に入港
- 12月19日 - 信越線で吹雪のため列車転覆（死者11名）
- 12月16日 - GHQ: 国家予算の編成・実行・修正は許可を要すると指令
- 12月20日 - 首相官邸デモ事件で官邸が襲撃され、警察官に負傷者が出るとともに拳銃が奪われる
- 12月21日 - 昭和南海地震が和歌山県潮岬沖で発生（死者1443名）
- 12月24日 - フランスで第四共和国憲法制定
- 12月27日 - 第92回帝国議会召集（最後の帝国議会、1947年3月31日解散）
- 12月30日 - 文部省が六三三四教育制度を発表

## 周年
以下に、過去の主な出来事からの区切りの良い年数（周年）を記す。
- 1月15日 - 中日ドラゴンズ球団創設10周年。
- 2月26日 - 二・二六事件から10周年。
- 4月1日 - 田端駅開業50周年。
- 7月15日 - ボーイング社（米ワシントン州シアトル）創業30周年。
- 12月25日 - 大正天皇崩御と昭和が始まって20周年。

## スポーツ
- 大相撲（幕内最高優勝）
  - 秋場所 羽黒山政司

## 芸術・文化

### 文学
- 芥川賞 中断
- 直木賞 中断

### 映画
- 大いなる遺産（監督：デヴィッド・リーン）
- 荒野の決闘（監督：ジョン・フォード、主演：ヘンリー・フォンダ）
- 素晴らしき哉、人生!（監督：フランク・キャプラ）
- 戦火のかなた（監督：ロベルト・ロッセリーニ）
- 天国への階段（主演：デヴィッド・ニーヴン）
- 我等の生涯の最良の年（監督：ウィリアム・ワイラー）
- メイク・マイン・ミュージック
- わが青春に悔なし（監督：黒澤明）

## 誕生

### 1月
- 1月1日 - 小笠原正一、プロ野球選手
- 1月1日 - ロベルト・リベリーノ、元サッカー選手
- 1月1日 - アリゴ・サッキ、サッカー指導者
- 1月1日 - タチヤナ・ジュク、フィギュアスケート選手
- 1月2日 - 伊吹吾郎、俳優
- 1月5日 - 寬仁親王、皇族（+ 2012年）
- 1月5日 - 元田昌義、プロ野球選手
- 1月7日 - 池端俊策、脚本家・映画監督
- 1月10日 - 中村文弥、俳優（+ 2001年）
- 1月13日 - 北野尚文、高校野球指導者
- 1月15日 - 仙谷由人、政治家（+ 2018年）
- 1月17日 - 山口喜司、プロ野球選手
- 1月18日 - トム・ロブソン、元プロ野球選手
- 1月20日 - デヴィッド・リンチ、映画監督
- 1月22日 - 鳳蘭、元宝塚歌劇団星組主演スターのミュージカル女優
- 1月22日 - マルコム・マクラーレン、ファッションデザイナー・ミュージシャン（+ 2010年）
- 1月23日 - 丸山和也、弁護士
- 1月26日 - 見城美枝子、フリーアナウンサー・エッセイスト
- 1月26日 - クリストファー・ハンプトン、劇作家・脚本家・映画監督
- 1月27日 - エヴァ・ロマノワ、フィギュアスケート選手

### 2月
- 2月1日 - 当銀秀崇、プロ野球選手
- 2月5日 - 神山治貴、実業家、マクニカ創業者
- 2月5日 - シャーロット・ランプリング、女優
- 2月6日 - 谷口正朋、バスケットボール選手、コーチ
- 2月6日 - 張成沢、朝鮮民主主義人民共和国（北朝鮮）の政治家。（+ 2013年）
- 2月12日 - スティーブ・フォックス、元プロ野球選手
- 2月13日 - 児玉好弘、プロ野球選手
- 2月14日 - 渡辺直子、元フジテレビアナウンサー
- 2月17日 - マルセル・ムルンバ・チディンバ、外交官
- 2月19日 - 藤岡弘、、俳優、武道家
- 2月21日 - 椎正年、プロ野球選手
- 2月22日 - 佐藤久美子、フィギュアスケート選手、コーチ
- 2月23日 - 宇崎竜童、ミュージシャン
- 2月24日 - テリー・ウィノグラード、計算機科学研究者
- 2月26日 - アハメッド・ズウェイル、化学者（+ 2016年）
- 2月26日  - コリン・ベル、元サッカー選手（+ 2021年）
- 2月27日 - 坪井新三郎、元プロ野球選手

### 3月
- 3月1日 - 里村正治、フィデアホールディングス代表執行役社長、旧富士銀行元常務取締役
- 3月3日 - エユプ・ガニッチ、政治家・工学者
- 3月4日 - 中条きよし、演歌歌手、俳優、政治家（参議院議員）
- 3月4日 - 桜井浩子、女優
- 3月7日 - 松井孝典、惑星科学者（+ 2023年）
- 3月8日 - ランディ・マイズナー、ミュージシャン（元イーグルス）（+ 2023年）
- 3月10日 - 高橋博士、元プロ野球選手
- 3月12日 - ライザ・ミネリ、女優・歌手
- 3月13日 - ヨナタン・ネタニヤフ、元イスラエル軍人（+ 1976年）
- 3月14日 - 中西宏明、実業家、第5代日本経済団体連合会会長、日立製作所相談役、日本赤十字社副社長、2025年日本国際博覧会協会会長、奈良先端科学技術大学院大学支援財団理事（+2021年）
- 3月15日 - ボビー・ボンズ、元メジャーリーガー（+ 2003年）
- 3月16日 - 上田武司、プロ野球選手
- 3月17日 - マギー司郎、マジシャン・タレント
- 3月18日 - 岩木康郎、元プロ野球選手
- 3月19日 - 鈴木正幸、俳優
- 3月20日 - 倉田保昭、アクション俳優
- 3月21日 - ティモシー・ダルトン、俳優
- 3月21日 - 九重佑三子、歌手・女優
- 3月22日 - ルーディ・ラッカー、小説家、SF作家、数学者、情報科学者
- 3月24日 - 辻昌憲、自転車競技選手（+ 1985年）
- 3月25日 - モーリス・クラフト、火山学者（クラフト夫妻）（+ 1991年）
- 3月27日 - 上村香子、女優
- 3月28日 - 野田義治、芸能プロモーター
- 3月28日 - ヘンリー・ポールソン、第74代アメリカ合衆国財務長官

### 4月
- 4月1日 - 二川一彦、胎内被爆者
- 4月5日 - 吉田拓郎、シンガーソングライター
- 4月5日 - 山本真一、プロ野球選手
- 4月8日 - 浜圭介、作曲家
- 4月8日 - キャットフィッシュ・ハンター、メジャーリーガー（+ 1999年）
- 4月9日 - 髙樹のぶ子、小説家
- 4月9日 - 八田広子、政治家
- 4月10日 - リロイ・スタントン、元プロ野球選手
- 4月11日 - 水谷宏、元プロ野球選手
- 4月13日 - 中沢春雄、プロ野球選手
- 4月17日 - ジョルジュ・J・F・ケーラー、生物学者（+ 1995年）
- 4月20日 - サンドロ・キア、画家・彫刻家
- 4月20日 - ゴードン・スマイリー、インディ500ドライバー（+ 1982年）
- 4月20日 - 山下慶徳、プロ野球選手
- 4月21日 - 羽村起夫、プロ野球選手
- 4月22日 - 増本豊、調教師（+ 2013年）
- 4月23日 - 大月みやこ、演歌歌手
- 4月24日 - 星野富弘、詩人
- 4月25日 - ウラジーミル・ジリノフスキー、ロシアの政治家
- 4月26日 - 山本鉄弥、高校野球指導者（+ 2007年）
- 4月26日 - 今西和男、プロ野球選手
- 4月30日 - カール16世グスタフ、スウェーデン国王

### 5月
- 5月1日 - 池田重喜、元プロ野球選手
- 5月1日 - ジョン・ウー、映画監督
- 5月3日 - ジミー・ウィリアム、元プロ野球選手
- 5月5日 - 坂口尚、漫画家（+ 1995年）
- 5月5日 - ウラジーミル・トゥクマコフ、チェスプレーヤー
- 5月5日 - 三宅昇、プロ野球選手（+ 1996年）
- 5月5日 - 秋山重雄、プロ野球選手
- 5月7日 - 新井満、作家・作詞作曲家 （+ 2021年）
- 5月7日 - 青木勝男、プロ野球選手（+ 2019年）
- 5月8日 - 田端謙二郎、プロ野球選手
- 5月10日 - 白建宇、ピアニスト
- 5月11日 - 梅村好彦、プロ野球選手
- 5月13日 - 深代芳史、プロ野球選手
- 5月15日 - 美川憲一、歌手
- 5月15日 - 池田純一、元プロ野球選手（+ 2005年）
- 5月15日 - 阿部良男、元プロ野球選手（+ 2017年）
- 5月16日 - 荒川強啓、フリーアナウンサー、元山形放送アナウンサー
- 5月18日 - レジー・ジャクソン、元メジャーリーガー
- 5月19日 - アンドレ・ザ・ジャイアント、プロレスラー（+ 1993年）
- 5月20日 - ジム・ライトル、元プロ野球選手
- 5月22日 - ジョージ・ベスト、元サッカー選手（+ 2005年）
- 5月29日 - 大橋穣、元プロ野球選手
- 5月30日 - 髙嶋仁、高校野球指導者

### 6月
- 6月2日 - 西村知道、声優
- 6月2日 - 薮野祐三、政治学者
- 6月3日 - 倉田誠、元プロ野球選手（+ 2021年）
- 6月6日 - 堺正章、タレント、歌手、俳優、司会者、ラジオパーソナリティー
- 6月6日 - 中尾ミエ、女優
- 6月7日 - 原初也、高校野球指導者
- 6月8日 - ジャック・リンド、元プロ野球選手
- 6月9日 - 高橋一三、元プロ野球選手（+ 2015年）
- 6月14日 - ドナルド・トランプ、アメリカの実業家、第45代アメリカ合衆国大統領
- 6月16日 - ジェラール・グリゼー、作曲家（+ 1998年）
- 6月16日 - 萩田光雄、作曲家
- 6月18日 - 中沢伸二、元プロ野球選手
- 6月18日 - 後藤清、プロ野球選手
- 6月18日 - ファビオ・カペッロ、元サッカー選手、サッカー指導者
- 6月18日 - ブルーザー・ブロディ、プロレスラー（+ 1988年）
- 6月18日 - 大谷和夫、編曲家、キーボーディスト（+ 2008年）
- 6月19日 - 北山修、精神科医、作詞家、ミュージシャン
- 6月21日 - 鈴木ヒロミツ、歌手、俳優（+ 2007年）
- 6月21日 - 芝池博明、元プロ野球選手
- 6月23日 - 吉田孝司、元プロ野球選手
- 6月24日 - 鮑国安、俳優
- 6月24日 - エリソン・オニヅカ、宇宙飛行士（+ 1986年）
- 6月25日 - 新藤宗幸、政治学者
- 6月25日 - 頭師孝雄、俳優（+ 2005年）
- 6月28日 - ロバート・アスプリン、小説家、SF作家、ファンタジー作家（+ 2008年）
- 6月30日 - 羽黒岩智一、元大相撲力士、14代雷親方（+ 2016年[17][18][19]）

### 7月
- 7月1日 - 佐藤正治、声優
- 7月2日 - 西川きよし、お笑いタレント、元参議院議員
- 7月2日 - リチャード・アクセル、科学者、医学博士、2004年ノーベル生理学・医学賞
- 7月2日 - 田坂正明、プロ野球選手（+ 1993年）
- 7月3日 - 岡本道雄、高校野球指導者
- 7月4日 - 三浦真一郎、プロ野球審判員（+ 2000年）
- 7月5日 - ポール・スミス、ファッションデザイナー
- 7月5日 - ゲラルド・トフーフト、理論物理学者
- 7月6日 - ジョージ・ウォーカー・ブッシュ、第43代アメリカ合衆国大統領
- 7月6日 - シルヴェスター・スタローン、俳優
- 7月6日 - 高峰圭二、俳優
- 7月7日 - 葉祥明、絵本作家
- 7月9日 - 中島義道、哲学者・電気通信大学教授
- 7月9日 - 岩崎俊男、実業家・キャピタリスト
- 7月10日 - ジャン＝ピエール・ジャリエ、元カーレーサー
- 7月10日 - 古関正裕、著作家・音楽家
- 7月11日 - 木の実ナナ、俳優・歌手
- 7月11日 - 伊藤君子、歌手
- 7月11日 - サラ・ブラファー・ハーディ、人類学者・霊長類学者
- 7月13日 - 内田圭一、プロ野球選手
- 7月14日 - 藤井健、歌手（元ザ・ブレッスン・フォー）
- 7月15日 - 植木一智、元プロ野球選手
- 7月15日 - ハサナル・ボルキア、ブルネイ王
- 7月16日 - 古川登志夫[20]、声優
- 7月20日 - 井上修、元プロ野球選手
- 7月21日 - 渡辺孝博、元プロ野球選手
- 7月22日 - 村越稔、元プロ野球選手
- 7月22日 - 岡林信康、フォーク歌手
- 7月23日 - 葉山葉子、女優
- 7月27日 - ラデ・シェルベッジア、俳優
- 7月27日 - トクタル・アウバキロフ、カザフスタン空軍の軍人、宇宙飛行士、政治家
- 7月28日 - 竹山洋、脚本家
- 7月29日 - ダヴィド・ゲリンガス、チェリスト
- 7月29日 - 不破万作、俳優
- 7月30日 - ヤン・ネーデルフェーン・ピーテルス、社会学者
- 7月31日 - 古田忠士、プロ野球選手（+ 2014年）

### 8月
- 8月1日 - 桑原秀範、高校野球指導者
- 8月2日 - 中上健次、小説家、詩人、評論家（+ 1992年）
- 8月5日 - 中村順司、アマチュア野球指導者
- 8月6日 - 三遊亭好楽、落語家
- 8月6日 - 五十嵐武士、政治学者（+ 2013年）
- 8月6日 - 市川團十郎 (12代目)、俳優・歌舞伎役者（+ 2013年）
- 8月9日 - 野村収、元プロ野球選手
- 8月11日 - マリリン・ボス・サバント、コラムニスト・作家・講師
- 8月12日 - 縄田洋海、プロ野球選手
- 8月13日 - 松山猛、作詞家
- 8月15日 - ジョー・リス、元プロ野球選手（+ 2010年）
- 8月18日 - 池永正明、元プロ野球選手
- 8月19日 - ビル・クリントン、第42代アメリカ合衆国大統領
- 8月20日 - ローラン・ファビウス、フランスの政治家
- 8月20日 - 交告弘利、プロ野球選手
- 8月20日 - 小林毅二、プロ野球審判員
- 8月23日 - キース・ムーン、イギリスのミュージシャン・ザ・フーのドラマー（+ 1978年）
- 8月24日 - 矢部祐一、プロ野球選手（+ 2011年）
- 8月25日 - 西田憲正、実業家、東横イン創業者。
- 8月26日 - 佐藤一郎、画家
- 8月27日 - 柴宜弘、歴史家
- 8月29日 - ジョン・シピン、元プロ野球選手
- 8月29日 - ビル・マクナルティ、元プロ野球選手
- 8月29日 - ベニー・モウピン、ジャズテナー・サックス・バスクラリネット・フルート奏者
- 8月29日 - 中村正義、プロ野球選手
- 8月29日 - 橋本孝志、プロ野球選手

### 9月
- 9月1日 - バリー・ギブ、ミュージシャン・ビージーズメンバー
- 9月1日（旧暦8月6日）- 盧武鉉、第16代大韓民国大統領（+ 2009年）
- 9月1日 - 佐々木誠吾、プロ野球選手
- 9月2日 - ジョー山中、歌手（+ 2011年[21]）
- 9月4日 - 関口穣二、プロ野球選手
- 9月5日 - フレディ・マーキュリー、ロック歌手（+1991年）
- 9月5日 - 鈴木照雄、元プロ野球選手
- 9月5日 - 木島日出夫、政治家
- 9月7日 - フランシスコ・バレーラ、チリの生物学者・認知科学者
- 9月7日 - 金鐘守、テレビディレクター
- 9月9日 - 谷隼人、俳優
- 9月12日 - 大島晃、日本の漢文学者、上智大学名誉教授（+2015年）
- 9月14日 - 古川明、プロ野球選手
- 9月15日 - トミー・リー・ジョーンズ、俳優
- 9月15日 - オリバー・ストーン、映画監督
- 9月18日 - 神谷明、声優
- 9月18日 - 藤原満、元プロ野球選手
- 9月21日 - モーリッツ・ロイエンベルガー、スイスの政治家、弁護士
- 9月23日 - 矢崎健治、プロ野球選手
- 9月23日 - 五十嵐洋一、プロ野球審判員
- 9月24日 - 田淵幸一、元プロ野球選手、プロ野球監督、野球解説者
- 9月24日 - 時田則雄、歌人
- 9月26日 - ジョン・バーナード、レーシングカーデザイナー
- 9月26日 - 小野泰敏、プロ野球選手
- 9月30日 - 山本和生、プロ野球選手

### 10月
- 10月2日 - 成田文男、元プロ野球選手（+ 2011年）
- 10月2日 - 亀井進、プロ野球選手
- 10月5日 - 西岡徳馬、俳優
- 10月6日 - 東順治、政治家（公明党所属衆議院議員）
- 10月7日 - 荻島真一、俳優（+ 2004年）
- 10月7日 - 諸星裕、桜美林大学副学長、ミネソタ州立大学特別功労教授
- 10月8日 - アレクサンドル・ゴルシコフ、フィギュアスケート選手
- 10月9日 - タンス・チルレル、トルコの経済学者・政治家
- 10月9日 - 目黒考二、小説家、編集者（+ 2023年）
- 10月10日 -松本雄吉、演出家、劇団主宰
- 10月10日 - 菅直人、政治家（衆議院議員、内閣総理大臣）
- 10月11日 - 富田勝、元プロ野球選手、野球評論家（+ 2015年）
- 10月11日 - 加藤澤男、体操コーチ、元体操競技選手
- 10月11日 - ジャービス・テータム、元プロ野球選手（+ 2003年）
- 10月12日 - 秋山仁、数学者
- 10月14日 - クレイグ・ヴェンター、分子生物学者・実業家
- 10月14日 - 松浪健四郎、大学教授、前衆議院議員
- 10月15日 - リチャード・カーペンター、作曲家・編曲家・音楽製作家
- 10月16日 - 馬飼野俊一、作曲家・アレンジャー
- 10月16日 - 弘中惇一郎、弁護士
- 10月17日 - ヴィクトル・トレチャコフ、ヴァイオリニスト・指揮者
- 10月17日 - 串田アキラ、アニメソング歌手
- 10月18日 - 佐々木マキ、漫画家・絵本作家・イラストレーター
- 10月20日 - エルフリーデ・イェリネク、小説家・劇作家
- 10月20日 - 秋元肇、プロ野球選手
- 10月21日 - 呉智英、批評家
- 10月22日 - 丸山裕子、女優・声優
- 10月25日 - 山本浩二、元プロ野球選手・プロ野球監督・野球解説者
- 10月25日 - エリアス・フィゲロア、元サッカー選手
- 10月26日 - 大島隆義、素粒子物理学者
- 10月26日 - パット・セイジャック、テレビ司会者
- 10月26日 - チャック・ウィルソン、タレント
- 10月28日 - 竹内洋、プロ野球選手（+ 2001年）
- 10月30日 - 宝亀克寿、声優

### 11月
- 11月2日 - ジュゼッペ・シノーポリ、指揮者（+ 2001年）
- 11月2日 - 杉田二郎、歌手・宗教家
- 11月4日 - ローラ・ブッシュ、アメリカ合衆国のファーストレディ。第43代アメリカ合衆国大統領ジョージ・ウォーカー・ブッシュ夫人
- 11月4日 - ミシェル・ブラス、料理人
- 11月5日 - 安藤裕康、天文学者
- 11月5日 - ジム・エバンス、メジャーリーグ審判
- 11月8日 - イヴォン・ネプチーヌ、第11代ハイチ共和国首相
- 11月8日 - フース・ヒディンク、元サッカー選手、サッカー指導者
- 11月8日 - 伊藤榮子、女優
- 11月9日 - 加藤俊三、アニメーションプロデューサー
- 11月10日 - 基満男、元プロ野球選手
- 11月10日 - 石川敏男、芸能レポーター
- 11月10日 - 鈴木博昭、プロ野球選手
- 11月11日 - 秋葉敬三、プロ野球選手
- 11月12日 - とりいかずよし、漫画家（+ 2022年）
- 11月13日 - 大原麗子、女優（+ 2009年）
- 11月14日 - 阿藤快、俳優、タレント（+ 2015年）
- 11月17日 - 金田留広、プロ野球選手（+ 2018年）
- 11月17日 - ペトラ・ブルカ、フィギュアスケート選手
- 11月20日 - 猪瀬直樹、ノンフィクション作家
- 11月20日 - 徳永二男、ヴァイオリニスト
- 11月21日 - 岡本富士太、俳優
- 11月22日 - オレグ・カガン、ヴァイオリニスト（+ 1990年）
- 11月22日 - 倍賞美津子、女優
- 11月24日 - ブルース・ブエノ・デ・メスキータ、アメリカ合衆国の政治学者
- 11月24日 - 内田俊雄、アマチュア野球指導者
- 11月26日 - アンドレア・ドウォーキン、ラディカル・フェミニスト、反ポルノ活動家（+ 2005年）
- 11月26日 - 下條アトム、俳優、声優（+ 2025年）
- 11月（日不明） - 野村悟[22]、特定危険指定暴力団五代目工藤會総裁[23]

### 12月
- 12月1日 - 野本憲一、天文学者
- 12月1日 - 宇都宮健児 - 弁護士
- 12月1日 - 富田清吾、プロ野球選手
- 12月2日 - ジャンニ・ヴェルサーチ、ファッションデザイナー（+ 1997年）
- 12月4日 - 井上瑤、声優・放送作家・占い師・ダンサー（+ 2003年）
- 12月5日 - ホセ・カレーラス、テノール歌手
- 12月8日 - 聖日出夫、漫画家（+ 2016年）
- 12月9日 - 飯田明弘、調教師（+ 2017年）
- 12月12日 - エマーソン・フィッティパルディ、F1レーサー
- 12月12日 - レンツォ・ゾルジ、元F1レーサー
- 12月15日 - アート・ハウ、メジャーリーガー
- 12月16日 - トレヴァー・ピノック、指揮者
- 12月16日 - 玉川善治、実業家（+ 2010年）
- 12月16日 - デビー・ウィルクス、フィギュアスケート選手
- 12月16日 - 石倉三郎、俳優・コメディアン
- 12月17日 - 有藤通世、元プロ野球選手・プロ野球監督、野球解説者
- 12月18日 - スティーヴン・スピルバーグ、映画監督
- 12月19日 - 飯田明弘、元騎手・調教師
- 12月19日 - 中尾則幸、政治家・実業家
- 12月21日 - カール・ウィルソン、ミュージシャン・ビーチ・ボーイズのメンバー（+ 1998年）
- 12月21日 - 汀夏子、女優
- 12月22日 - 山崎裕之、元プロ野球選手
- 12月22日 - 上村清隆、第6代新潟県南魚沼郡湯沢町長
- 12月24日 - アンドリュー・チーチー・ヤオ、計算機科学者
- 12月30日 - パティ・スミス、ミュージシャン・詩人
- 12月31日 - リュドミラ・パホモワ、フィギュアスケート選手（+ 1986年）

### 誕生日不明
- 誕生日不明 - 飯田良明、社会学者
- 誕生日不明 - 千家和也、作詞家　(+ 2019年)
- 誕生日不明 - 西村不可止、画家

## 死去
- 1月3日 - ウィリアム・ジョイス、「ホーホー卿」の異名で有名なプロパガンダ放送アナウンサー（* 1906年）
- 1月4日 - ジョージ・ウルフ、騎手（* 1910年）
- 1月12日 - 河野安通志、野球選手（* 1884年）
- 1月19日 - 靉光、洋画家（* 1907年）
- 1月29日 - 鳩山秀夫、法学者（* 1884年）
- 1月30日 - 河上肇、経済学者（* 1879年）
- 1月30日 - 蓑田胸喜、思想家（* 1894年）
- 1月31日 - 本橋精一、野球選手（* 1915年）
- 2月3日 - エドワード・オッペンハイム、小説家（* 1866年）
- 2月6日 - オズヴァルト・カバスタ、指揮者（* 1896年）
- 2月10日 - 小栗虫太郎、小説家、推理作家（* 1901年）
- 2月16日 - エドガー・サイアーズ、フィギュアスケート選手（* 1863年）
- 2月17日 - 津田信夫、工芸家（* 1875年）
- 2月23日 - 山下奉文、日本陸軍の大将（* 1885年）
- 2月26日 - 原田熊雄、政治家（* 1888年）
- 3月8日 - フレデリック・ランチェスター、自動車工学・航空工学エンジニア（* 1868年）
- 3月8日 - 肥沼信次、医学者（* 1908年）
- 3月12日 - 関根金次郎、将棋棋士（* 1868年）
- 3月12日 - 鈴木文治、政治家・労働運動家（* 1885年）
- 3月13日 - カール・ハウスホーファー、地政学者（* 1869年）
- 3月15日 - 片岡仁左衛門 (12代目)、歌舞伎役者（* 1882年）
- 3月24日 - ギルバート・ルイス、化学者（* 1875年）
- 3月24日 - アレクサンドル・アレヒン、チェス選手（* 1892年）
- 3月31日 - 武田麟太郎、小説家（* 1904年）
- 4月1日 - 桑野通子、女優（* 1915年）
- 4月3日 - 本間雅晴、陸軍軍人（* 1887年）
- 4月8日 - 博古、中国共産党総書記（* 1907年）
- 4月12日 - 陳公博、中華民国汪兆銘政権の政治家（* 1892年）
- 4月12日 - 竹内悌三、サッカー選手（* 1908年）
- 4月19日 - 安藤利吉、第19代台湾総督（* 1884年）
- 4月21日 - ジョン・メイナード・ケインズ、経済学者（* 1883年）
- 4月25日 - 岩波茂雄、岩波書店の創業者（*1881年）
- 4月 - 石原繁三、プロ野球選手（* 1914年）
- 5月13日 - 笑福亭枝鶴 (3代目)、落語家（* 1894年）
- 5月26日 - 三浦環、ソプラノ歌手（* 1884年）
- 6月1日 - イオン・アントネスク、ルーマニア首相（* 1882年）
- 6月1日 - ミハイ・アントネスク、ルーマニア外相（* 1907年）
- 6月3日 - ミハイル・カリーニン、ソビエト連邦最高会議幹部会議長（* 1875年）
- 6月6日 - ゲアハルト・ハウプトマン、作家（* 1862年）
- 6月9日 - ラーマ8世、タイ・チャクリー王朝第8代国王（* 1925年）
- 6月10日 - ジャック・ジョンソン、プロボクサー（* 1878年）
- 6月14日 - ホルヘ・ウビコ、グアテマラ大統領（* 1878年）
- 6月14日 - 幸田延、音楽家（* 1870年）
- 6月27日 - 松岡洋右、日本の外務大臣（* 1880年）
- 6月29日 - フランク・ハドー、テニス選手（* 1855年）
- 7月11日 - ポール・ナッシュ、画家（* 1889年）
- 7月13日 - アルフレッド・スティーグリッツ、写真家（* 1864年）
- 7月23日 - 坂田三吉、将棋棋士（* 1870年）
- 7月27日 - ガートルード・スタイン、著作家・詩人（* 1874年）
- 8月2日 - 千野敏子、小学校教諭・『葦折れぬ』著者（*1924年）
- 8月5日 - ヴィルヘルム・マルクス、第8・10代ドイツ国首相（* 1863年）
- 8月6日 - トニー・ラゼリ、メジャーリーガー（* 1903年）
- 8月12日 - イナーヤトゥッラー・シャー、アフガニスタン王（* 1888年）
- 8月13日 - H・G・ウェルズ、SF作家（* 1866年）
- 8月16日 - 伏見宮博恭王、日本の皇族（* 1875年）
- 8月25日 - アルノルト・ロゼ、ヴァイオリニスト（* 1863年）
- 8月29日 - 茅野蕭々、ドイツ文学者（* 1883年）
- 9月2日 - 茅野雅子、歌人（* 1880年）
- 9月3日 - モーリツ・ローゼンタール、ピアニスト（* 1862年）
- 9月3日 - パウル・リンケ、作曲家（* 1866年）
- 9月4日 - 白瀬矗、日本陸軍の中尉・南極探検家（* 1861年）
- 9月13日 - アーモン・ゲート、ナチス・ドイツ・クラクフ・プワシュフ強制収容所所長（* 1908年）
- 9月16日 - ジェームズ・ジーンズ、物理学者・天文学者・数学者（* 1877年）
- 9月17日 - 森山汀川、歌人（* 1880年）
- 9月21日 - 伊丹万作、映画監督（* 1900年）
- 9月26日 - 洪思翊、日本陸軍の中将（* 1889年）
- 9月30日 - 酒井隆、日本陸軍の中将（* 1887年）
- 10月1日 - 尾佐竹猛、法学者（* 1880年）
- 10月6日 - 森本薫、劇作家（* 1912年）
- 10月8日 - 山本鼎、洋画家（* 1882年）
- 10月12日 - ジュゼッペ・アダーミ、劇作家（* 1878年）
- 10月13日 - ヘレン・バンナーマン、児童文学作家（* 1862年）
- 10月15日 - ミス・ワカナ、漫才師（* 1910年）
- 10月15日 - ヘルマン・ゲーリング、ナチス・ドイツ国家元帥（* 1893年）
- 10月15日 - 初代ミスワカナ、漫才師（ミスワカナ・玉松一郎）（* 1910年）
- 10月16日 - ヴィルヘルム・フリック、ナチス・ドイツ内相・ベーメン・メーレン保護領総督（* 1877年）
- 10月16日 - ヴィルヘルム・カイテル、ナチス・ドイツ国防軍最高司令部総長（* 1882年）
- 10月16日 - ユリウス・シュトライヒャー、シュテュルマー紙の編集者（* 1885年）
- 10月16日 - アルフレート・ヨードル、ナチス・ドイツ国防軍最高司令部作戦部長（* 1890年）
- 10月16日 - アルトゥル・ザイス＝インクヴァルト、オーストリア・ナチスの指導者（* 1892年）
- 10月16日 - アルフレート・ローゼンベルク、ナチス・ドイツの人種理論家・東部占領地域相（* 1893年）
- 10月16日 - ヨアヒム・フォン・リッベントロップ、ナチス・ドイツ外相（* 1893年）
- 10月16日 - フリッツ・ザウケル、ナチス・ドイツ労働相（* 1894年）
- 10月16日 - ハンス・フランク、ナチス・ドイツポーランド総督（* 1900年）
- 10月16日 - エルンスト・カルテンブルンナー、ナチス・ドイツ国家保安本部長官（* 1903年）
- 10月23日 - アーネスト・トンプソン・シートン、博物学者・作家（* 1860年）
- 10月24日 - クルト・ダリューゲ、ドイツの政治家。秩序警察長官。ナチス親衛隊上級大将（* 1897年）
- 10月25日 - 原口統三、遺稿「二十歳のエチュード」で知られる旧制一高生（* 1927年）
- 11月12日 - 町田忠治、政治家（* 1863年）
- 11月14日 - マヌエル・デ・ファリャ、作曲家（* 1876年）
- 11月19日 - スコッティ・マットロー、コメディアン・俳優（* 1880年）
- 11月23日 - アーサー・ダヴ、画家（* 1880年）
- 11月23日 - レオン・スピリアールト、画家（* 1881年）
- 11月24日 - モホリ＝ナジ・ラースロー、写真家（* 1895年）
- 11月25日 - 堀切善兵衛、政治家、第26代衆議院議長（* 1882年）
- 12月7日 - 川上貞奴、女優（* 1871年）
- 12月10日 - ウォルター・ジョンソン、元メジャーリーガー（* 1887年）
- 12月17日 - コンスタンス・ガーネット、翻訳家（* 1861年）
- 12月28日 - エリー・ナーデルマン、彫刻家（* 1882年）

## ノーベル賞
- 物理学賞 - パーシー・ブリッジマン（アメリカ）
- 化学賞 - ジェームズ・サムナー（アメリカ）、ジョン・ノースロップ（アメリカ）、ウェンデル・スタンリー（アメリカ）
- 生理学・医学賞 - ハーマン・J・マラー（アメリカ）
- 文学賞 - ヘルマン・ヘッセ（スイス）
- 平和賞 - エミリー・グリーン・ボルチ（アメリカ）、ジョン・モット（アメリカ）